# Лотоцький Павло Арефович
Лотоцький Павло Арефович (29 червня 1878, с. Волошкове Хотинського повіту Бессарабії, тепер – Сокирянського району Чернівецької області — 1928, Юнгстаун, штат Огайо, США) — священнослужитель, протоієрей, кандидат богослов'я.

## Біографія
Народився в сім’ї паламаря Арефа Лотоцького і його дружини Марії Іванівни. Навчався у народному училищі в м. Сокиряни, Єдинецькому духовному училищі (1889-1894). Закінчив Київську духовну семінарію (1900) і був направлений за казенний рахунок у Київську духовну академію. 04.06.1904 р. радою академії визнаний гідним ученого ступеня кандидата богослов’я з правом одержання ступеня магістра і призначений викладачем священного писання в Кишинівську духовну семінарію. 08.06.1905 р. був одружений з дочкою священика Катериною Василівною, уродженою Єрхан. 01.01.1907 р. переведений на кафедру церковної історії і викладав новоіудейство в 5 і 6 класах семінарії, з  1906 р. - французьку мову, з 01.09.1908 – словесність. Впродовж 28.10.1910 - 05.01.1911 займав посаду інспектора Кишинівської духовної семінарії. Після 1917 р. виїхав у Північну Америку. Проживав і служив у США в юрисдикції Північно-Американської митрополії Російської Православної Церкви. Помер у сані протоієрея 1928 р. у м. Юнгстаун, США.

## Праці богослова
- Історія Кишинівської духовної семінарії (1913).
- Список і короткі біографії, які закінчили повний курс Кишинівської духовної семінарії за сторіччя існування (1813-1913).

## Оцінка творчості
Протоієрей Микола Флоринський відзначає, що роботи Лотоцького "...витримані в строго науковому стилі. Це дозволяє цілком об'єктивно ознайомитися з історичним, культурним й іншими аспектами відкриття перших духовних шкіл у Бессарабії.

## Відзнаки
За старанну службу надвірний радник, кандидат богослов’я П. А. Лотоцький був нагороджений орденом св. Станіслава 3-го ступеня.